# Marie Van den Broeck
Marie Van den Broeck is een Belgische ontwerper en oprichtster van My Add On.

## Biografie
Van den Broeck studeerde Industriële vormgeving aan de Universiteit Gent, en behaalde de titel industrieel ingenieur. Na haar opleiding startte ze met My Add On in 2017, een bedrijf dat artikelen voor mensen met een beperking optimaliseert. 

## Erkenning
- 2017 - Bizidee[3]
- 2017 - most innovative product (RevaNueva Award, rehabilitation fair award)
- 2017 - Zorgvinding (In4Care)
- 2018 - most innovative product (Supportbeurs innovation Award)
- 2019 - Runnerup James Dyson Award[4]
- 2019 - Henry van de Velde Award met Mysleeve
- 2021 - Beloftevolle onderneemster van het jaar[5]
- 2023 - Henry van de Velde Award met MyBlanket[6]